# Косинец, Александр Николаевич
Алекса́ндр Никола́евич Косинец (р. 27 мая 1959, дер. Росский Селец, Витебская область) — белорусский политический деятель, глава Администрации президента Республики Беларусь (с 2014 год по 2016 год). Доктор медицинских наук, профессор, заслуженный деятель науки Республики Беларусь.

## Биография
Родился в 1959 году в деревне Росский Селец Оршанского района Витебской области БССР.
В 1982 году окончил Витебский государственный медицинский институт.
С 1980 по 1994 годы клинический ординатор, ассистент, доцент кафедры госпитальной хирургии Витебского государственного медицинского института.
В 1993 году защищал докторскую диссертацию на тему: «Профилактика и лечение гнойно-воспалительных осложнений при экстренных операциях на органах брюшной полости».
С 1995 по 1997 год возглавлял Республиканский научно-практический центр «Инфекция и хирургия».
С 1997 по 2005 год — ректор Витебского государственного медицинского университета.
С 2005 по 2008 год — заместитель премьер-министра Республики Беларусь.
В 2007 году окончил магистратуру экономического факультета БГУ.
С 24 ноября 2008 года по 27 декабря 2014 года — председатель Витебского облисполкома.
3 ноября 2011 года президент Республики Беларусь присвоил Косинцу воинское звание генерал-майора.
С 27 декабря 2014 года до 5 декабря 2016 года — глава Администрации президента Республики Беларусь.
30 мая 2017 года назначен помощником Президента Республики Беларусь.

## Награды
- Орден Отечества III степени (2024 год)[4].
- Медаль «За трудовую доблесть».
- Орден преподобного Сергия Радонежского I степени (РПЦ, 2011 год) — «во внимание к помощи в воссоздании Свято-Успенского кафедрального собора»[5].
- Орден святого Кирилла Туровского I степени[6].